# Devin Green
Devin Darrell Green (Columbus, 25 ottobre 1982) è un ex cestista statunitense.

## Palmarès
- Coppa di Germania: 1

Colonia 99ers: 2007
- Coppa di Bulgaria: 1

Academic Sofia: 2013